# Hydroides bulbosus
Hydroides bulbosus är en ringmaskart som beskrevs av ten Hove 1990. Hydroides bulbosus ingår i släktet Hydroides och familjen Serpulidae. Inga underarter finns listade i Catalogue of Life.